# Kogotus tiunovi
Kogotus tiunovi is een steenvlieg uit de familie Perlodidae. De wetenschappelijke naam van de soort is voor het eerst geldig gepubliceerd in 1993 door Teslenko & Zhiltzova.